# Acanthopharynx merostomacha
Acanthopharynx merostomacha är en rundmaskart som först beskrevs av Steiner 1921.  Acanthopharynx merostomacha ingår i släktet Acanthopharynx och familjen Desmodoridae. Inga underarter finns listade i Catalogue of Life.